# Рацеховице (гмина)
Рацеховице (пол. Raciechowice) — сельская гмина (волость) в Польше, входит как административная единица в Мысленицкий повет, Малопольское воеводство. Население — 5960 человек (на 2004 год).

## Демография
| Перепись                       | Всего   | Всего | Женщины | Женщины | Мужчины | Мужчины |
| ------------------------------ | ------- | ----- | ------- | ------- | ------- | ------- |
| Единицы                        | человек | %     | человек | %       | человек | %       |
| Население                      | 5960    | 100   | 2980    | 50      | 2980    | 50      |
| Плотность населения (чел./км²) | 97,8    | 97,8  | 48,9    | 48,9    | 48,9    | 48,9    |

## Сельские округа
1. Бояньчице
2. Часлав
3. Домбе
4. Грушув
5. Кавец
6. Коморники
7. Кшеславице
8. Кшивожека
9. Квапинка
10. Межень
11. Познаховице-Гурне
12. Рацеховице
13. Сава
14. Зегартовице

## Соседние гмины
1. Гмина Добчице
2. Гмина Гдув
3. Гмина Йодловник
4. Гмина Лапанув
5. Гмина Виснёва